# Брукгевен (Нью-Йорк)
Брукгевен (англ. Brookhaven) — місто (англ. town) в США, в окрузі Саффолк штату Нью-Йорк. Населення — 485 773 особи (2020).

## Географія
Площа міста Брукгевен — 137,6 км², це найбільше за площею місто штату Нью-Йорк. Місто поділяється на 8 районів (incorporated villages).

## Демографія
Згідно з переписом 2010 року, у місті мешкало 486 040 осіб у 162 884 домогосподарствах у складі 120 790 родин. Було 175026 помешкань
Расовий склад населення:
| - 84,5 % — білих - 5,5 % — чорних або афроамериканців - 3,9 % — азіатів - 0,3 % — корінних американців - 3,5 % — осіб інших рас |

До двох чи більше рас належало 2,3 %. Частка іспаномовних становила 12,4 % від усіх жителів.
За віковим діапазоном населення розподілялося таким чином: 23,9 % — особи молодші 18 років, 64,1 % — особи у віці 18—64 років, 12,0 % — особи у віці 65 років та старші. Медіана віку мешканця становила 38,5 року. На 100 осіб жіночої статі у місті припадало 97,2 чоловіків; на 100 жінок у віці від 18 років та старших — 94,9 чоловіків також старших 18 років.
Середній дохід на одне домашнє господарство становив 108 666 доларів США (медіана — 89 594), а середній дохід на одну сім'ю — 123 999 доларів (медіана — 104 889). Медіана доходів становила 66 159 доларів для чоловіків та 51 866 доларів для жінок. За межею бідності перебувало 7,5 % осіб, у тому числі 10,2 % дітей у віці до 18 років та 6,1 % осіб у віці 65 років та старших.
Цивільне працевлаштоване населення становило 240 930 осіб. Основні галузі зайнятості: освіта, охорона здоров'я та соціальна допомога — 28,9 %, роздрібна торгівля — 12,1 %, науковці, спеціалісти, менеджери — 11,1 %.